# Biniće
Biniće (Servisch cyrillisch Биниће) is een plaats in de Servische gemeente  Raška. De plaats telt 179 inwoners (2002).